# Mohamed Baltam
Mohamed Baltam (en árabe: محمد بلطام‎) (Kenitra, 1944 - Kenitra, 8 de mayo de 2014) fue un entrenador y jugador de fútbol marroquí que jugaba en la demarcación de centrocampista.

## Biografía
Debutó como futbolista en 1964 a los 20 años de edad cuando el KAC de Kenitra se hizo con sus servicios. Jugó en el club un total de ocho temporadas. En su primera temporada con el club quedó en octava posición, y llegando a los cuartos de final de la Copa del Trono. En su siguiente temporada en el club, al terminar en última posición en liga descendieron de categoría, aunque su etapa en la GNF 2 duró tan sólo un año. Finalmente en 1972 se retiró como futbolista, aunque no de los terrenos de juego, ya que el mismo KAC de Kenitra le contrató como entrenador del primer equipo. Entrenó al club durante dos años, llegando a ganar la Liga marroquí de fútbol en 1973. Tras dejar el club en 1974, y doce años después, volvió a ejercer el cargo de entrenador, aunque esta vez fue con la selección de fútbol de Guinea desde 1986 a 1988, año en el que se retiró como entrenador.
Falleció el 8 de mayo de 2014 en Kenitra a los 70 años de edad tras una larga enfermedad.

## Clubes

### Como futbolista
| Club           | País      | Año         |
| -------------- | --------- | ----------- |
| KAC de Kenitra | Marruecos | 1964 - 1972 |

### Como entrenador
| Club                          | País      | Año         |
| ----------------------------- | --------- | ----------- |
| KAC de Kenitra                | Marruecos | 1972 - 1974 |
| Selección de fútbol de Guinea | Guinea    | 1986 - 1988 |

## Palmarés

### Campeonatos nacionales
| Título                  | Club           | País      | Año  |
| ----------------------- | -------------- | --------- | ---- |
| Liga marroquí de fútbol | KAC de Kenitra | Marruecos | 1973 |